# Arturo Calabresi
Arturo Calabresi (Rome, 17 maart 1996) is een Italiaans voetballer die bij voorkeur als centrale verdediger speelt. Hij verruilde AS Roma in 2018 voor Bologna.

## Clubcarrière
Calabresi werd geboren in Rome en is afkomstig uit de jeugdacademie van AS Roma. Tijdens het seizoen 2015/16 wordt hij verhuurd aan Livorno. Op 12 september 2015 debuteerde de centrumverdediger in de Serie B tegen Como Calcio 1907. Eén week later maakte Calabresi zijn eerste competitietreffer tegen Brescia Calcio. Calabresi werd het seizoen daarna verhuurd aan datzelfde Brescia, waar hij een vaste waarde werd. Echter werd hij het seizoen daarna opnieuw door Roma uitgeleend, ditmaal aan Spezia Calcio 1906, waar hij nauwelijks aan spelen toekwam. Ook een laatste verhuurperiode voor een halfjaar aan Calcio Foggia werd geen succes. In 2018 werd Calabresi gecontracteerd door Bologna FC 1909. Dat verhuurde hem in het seizoen 2019/20 aan het Franse Amiens SC.

## Interlandcarrière
Calabresi kwam reeds uit voor verschillende Italiaanse nationale jeugdelftallen. Op 12 augustus 2015 debuteerde hij in Italië –21 in de vriendschappelijke interland tegen Hongarije –21.